# Le Petit Criminel
Pour plus de détails, voir Fiche technique et Distribution.
Le Petit Criminel est un film français réalisé par Jacques Doillon, sorti en 1990.

## Synopsis
C'est l'histoire d'un jeune garçon, Marc, qui habite avec sa mère et son beau-père dans un appartement à Sète.
Or sa mère  trouve chez lui  une arme et l'interroge sur sa provenance. Un téléphone sonne. C'est sa sœur, Jessica, qui est censée être morte. Marc s'enfuit de la maison, l'arme à la main et braque une parfumerie pour pouvoir aller retrouver sa sœur. Un policier, Gérard, qui le connaît, l'aperçoit sur la route, l'aborde et le fait monter dans sa voiture pour le questionner, puis lui propose de le conduire au collège. Marc refuse, car il veut rencontrer sa sœur et décide alors de prendre le policier en otage pour que celui-ci l'emmène jusqu'à Montpellier. Un pacte est établi  : Marc accepte de se rendre au commissariat s'il voit auparavant sa sœur. Le duo arrive enfin dans l'appartement de Jessica,  et repart ensemble.
Arrivés à Sète, Marc décide de rendre l'argent à la parfumerie, mais après avoir rendu l'argent, s'enfuit. Le lendemain Marc se rend au collège accompagné de Gérard. Il a une idée en tête : reprendre son vrai nom de famille qui est, selon lui, la cause de toutes ses bêtises et demande au principal du collège d’acter cette modification, mais celui-ci refuse et appelle la police. Marc, très énervé, revient alors à la voiture et Gérard et Marc décident de se rendre ensemble au commissariat.

## Fiche technique
- Titre : Le Petit Criminel
- Réalisateur, scénario, adaptation et dialogues : Jacques Doillon
- Musique : Philippe Sarde
- Son : Jean-Claude Laureux
- Montage : Catherine Quesemand assistée de Nathalie Hubert
- Production : Sara films avec la participation de Canal +
- Producteur : Alain Sarde
- Langue : français
- Format : 35 mm couleur
- Genre : drame
- Durée : 96 minutes
- Date de sortie : 1990

## Distribution
- Richard Anconina : le flic, Gérard. C'est un policier qui se soucie beaucoup de Marc car il a un casier judiciaire.
- Gérald Thomassin : le garçon, Marc. il a 14 ans et vit avec sa mère alcoolique et dépressive dans la banlieue de Sète. Il était voleur de voitures. Il décide de prendre Gérard en otage pour qu'il l'emmène voir sa sœur.
- Clotilde Courau : la sœur, Nathalie. Nathalie vit à Montpellier avec son père et elle appelle au domicile de Marc pour retrouver la trace de sa mère et c'est son frère qui répond. Alors il apprend que sa sœur est vivante et va essayer de la retrouver.
- Jocelyne Perhirin : la mère de Marc. Elle a des problèmes psychologiques: elle est alcoolique et dépressive. Elle a peur qu'il continue de voler des voitures.
- Cécile Reigher : la vendeuse
- Daniel Villanova : le principal
- Dominique Huchede : le professeur
- Dominique Soler : la mère de Jérémy
- Ananda Regi : Jérémy

## Distinctions
- Prix Louis-Delluc 1990
- Berlinale 1991 : Prix FIPRESCI, Prix OCIC, Mention spéciale du Jury
- Felix 1991 (Potsdam) : Meilleure Actrice (Clotilde Courau)
- César 1991 : Meilleur espoir masculin (Gérald Thomassin)